# Chrysomelidae
Los crisomélidos (Chrysomelidae) también llamados escarabajos de las hojas son una familia de coleópteros polífagos de la superfamilia Chrysomeloidea. Es una de las grandes familias de coleópteros, con más de 35 000 especies, siete veces más que mamíferos. Se diferencian de los Cerambycidae por las antenas cortas y filiformes y el cuerpo, en general, más redondeado.

## Descripción
Los imagos o adultos de los escarabajos de la hoja son de tamaño pequeño a mediano, es decir, la mayoría de las especies oscilan entre 1,0 y 18 mm de longitud, excluyendo los apéndices, con sólo unas pocas especies más grandes como el Alurnus humeralis, que alcanza los 35 mm. La forma del cuerpo es extremadamente variable, pero con frecuencia son glabros y ovalados en vista dorsal (aunque algunos son redondos o alargados), y a menudo poseen un brillo metálico o múltiples colores.  La cabeza con frecuencia está provista de hoyos o prominencias; puede ser rostriforme, pero el rostro nunca es más largo que ancho.
En la mayoría de los ejemplares, las antenas son filiformes raramente dilatadas en el ápice en forma de maza, nunca insertadas en prominencias y notablemente más cortas que la cabeza, el tórax y el abdomen, es decir, no superan la mitad de su longitud combinada. El segundo segmento antenal es de tamaño normal (lo que diferencia a los escarabajos de hoja de los escarabajos de cuerno largo, estrechamente relacionados). En la mayoría de las especies, los segmentos antenales tienen una forma más o menos igual, como mucho se ensanchan gradualmente hacia la punta, aunque algunos Galerucinae en particular tienen segmentos modificados, principalmente en los machos. El primer segmento de la antena en la mayoría de los casos es más grande que los siguientes.
El pronoto de los escarabajos de la hoja varía según las especies. En la mayoría, es de ligera a muy abombada y de trapezoidal a redondeada-cuadrada en vista dorsal. En algunas subfamilias, como los Cassidinae y, en menor medida, los Cryptocephalinae, la cabeza está cubierta por el pronoto y, por tanto, no es visible desde arriba. Los tres primeros esternitos no están fusionados, sino que están unidos por suturas móviles. La mayoría de las especies poseen alas, aunque el nivel de desarrollo y, por tanto, la capacidad de vuelo varía mucho, incluso dentro de una misma especie, y algunas no vuelan con los élitros fusionados.
Los tarsos son típicamente criptopentámeros, es decir con cinco artejos en todos los tarsos (5-5-5), pero el penúltimo es muy pequeño y poco aparente, con lo que parece que tengan solo cuatro.

## Ecología

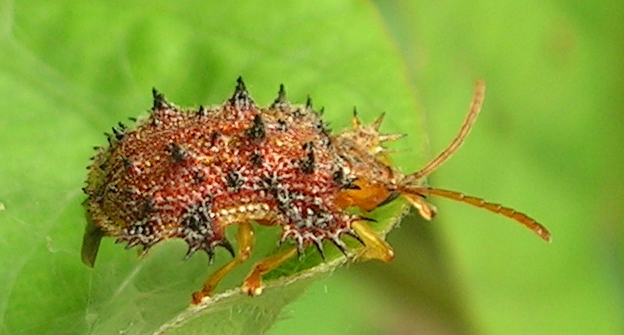
Escarabajo hispido con capuchones intrincados.

Son casi exclusivamente herbívoros, la mayoría de ellos se alimentan de hojas, pero un buen número de especies son subterráneas y se alimentan de raíces o tallos subterráneos; también algunas especies se alimentan de semillas o flores. Las excepciones son, por ejemplo, los miembros de la subfamilia Cryptocephalinae, que se alimentan de hojas muertas.  Algunas Cryptocephalinae tienen larvas que viven en nidos de hormigas (mirmecofilia), donde se alimentan de plantas muertas o incluso de materia animal muerta.
En general la dieta de las larvas de Chrysomelidae es más variada que la de los adultos, ya que algunas perforan el interior de las hojas, otras roen la superficie, atacan la raíz, las semillas o el tallo. Muchas especies están asociadas a la proximidad del agua.
Las larvas de Bruchinae son perforadoras de semillas, generalmente de legumbres. Muchos adultos se alimentan de polen, no necesariamente del del huésped larvario.  Algunos no se alimentan cuando son adultos.
Los semiacuáticos Donaciinae tienen larvas que se alimentan de la savia de las raíces de las plantas acuáticas. Además de alimento, también obtienen oxígeno de esta manera, de los espacios intercelulares de la planta. Los adultos se alimentan de hojas de plantas acuáticas.
Las larvas de Sagrinae forman principalmente agallas en los tallos de los arbustos, aunque Mecynodera balyi en cambio se alimenta dentro de las vainas de semillas de las plantas trepadoras Pandorea
Los Chrysomelidae  se defienden de los depredadores con compuestos tóxicos de defensa, que muchas especies obtienen de los tejidos de las plantas venenosas de las que se alimentan o sintetizan ellas mismas. Al igual que algunos Coccinellidae, realizan "sangrado por reflejo": cuando son molestados por algo, segregan sustancias defensivas en forma de líquido a través de las articulaciones de sus patas, que parece que están sangrando.

### Importancia para el ser humano

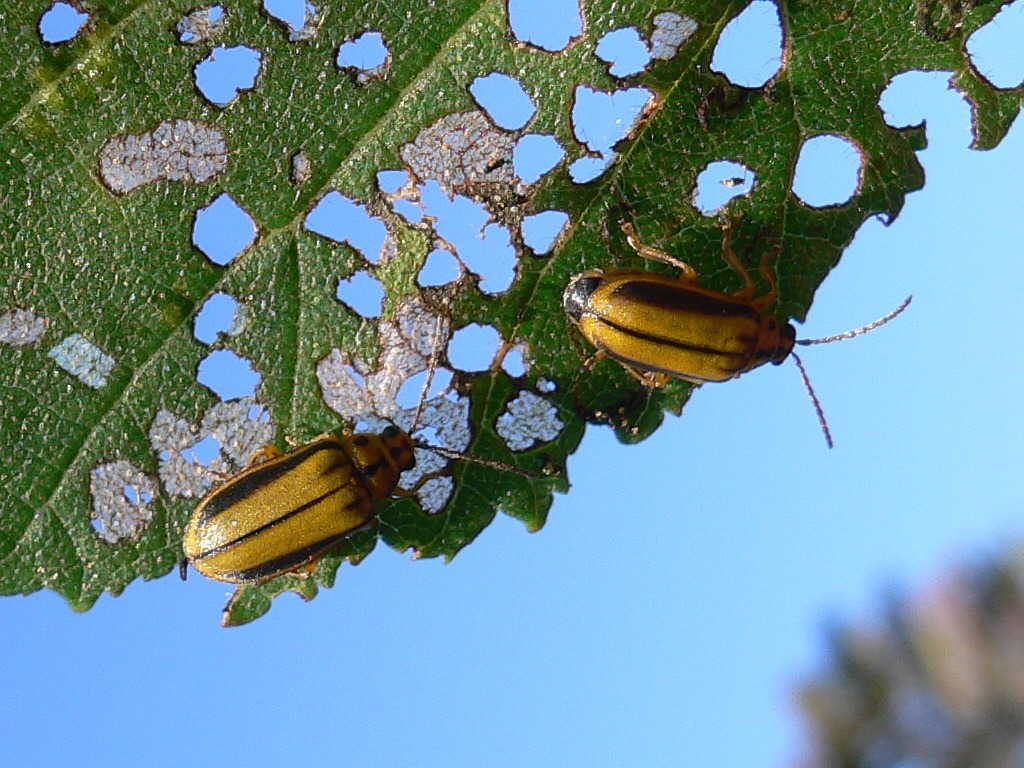
Xanthogaleruca luteola en una hoja de olmo

Algunos son temibles plagas para la agricultura, de gran importancia económica. Los miembros de la subfamilia Bruchinae (antes familia independiente) devoran semillas de todo tipo y causan grandes estragos en productos almacenados. Además son vectores de bacterias y virus fitopatógenos.
El corto tiempo de generación significa que, en condiciones favorables, pueden reproducirse con gran rapidez. Cuando atacan a las plantas cultivadas por el ser humano para obtener alimentos o madera, pueden causar muchos daños. Las larvas de los de la subfamilia Bruchinae causan daños en las semillas cosechadas (por ejemplo, judías, guisantes o trigo). Entre los más conocidos se encuentra el escarabajo de la patata, un miembro de la subfamilia Chrysomelinae, que fue introducido en Europa desde América del Norte después de la Primera Guerra Mundial y que desde entonces ha causado graves daños a los cultivos de patata y a otros cultivos de Brassicaceae o de Solanaceae (por ejemplo, tomate). Otras especies de importancia económica son el gorgojo del espárrago (Crioceris asparaga), el gorgojo del álamo (Chrysomela populi), Xanthogaleruca luteola (en los olmos), Erynephala puncticollis (en las remolachas), etc.
Se los controla principalmente con medios químicos: insecticidas. Uno de los problemas de este método de control es que el corto tiempo de generación les permite desarrollar rápidamente resistencia a determinados insecticidas. Así, poblaciones del escarabajo de la patata de Colorado han desarrollado hasta ahora resistencia a al menos 49 insecticidas diferentes de todas las clases. Por otro lado, algunas especies se han utilizado con ventaja en el control biológico de especies de plantas invasoras.[cita requerida]

## Enemigos naturales
Un investigador finlandés publicó un exhaustivo trabajo en el que se describen los enemigos naturales del escarabajo de la hoja del aliso Plagiosterna aenea y otras especies de escarabajos de la hoja observados en el campo. Entre los depredadores de los huevos de crisomélidos se encuentran verdaderas chinches como el Anthocorus nemorum y el Orthotylus marginalis sírfidos (por ejemplo, Parasyrphus nigritarsis a veces ponen huevos adyacentes a las puestas de huevos de escarabajos y cuando la larva de la mosca eclosiona consume los huevos y las larvas jóvenes de los escarabajos. Entre los depredadores larvales se encuentra A. nemorum, la chinche Rhacognathus punctatus, y la avispa Symmorphus bifasciatus. Se sabe que algunas especies de avispas, como Polistes carolina, se alimentan de larvas de Chrysomelidae después de que los huevos sean puestos en las flores. Los escarabajos adultos son consumidos por R. punctatus. Se puede encontrar más información sobre los enemigos naturales en los artículos sobre los escarabajos crisomélidos Chrysomela aeneicollis, Phratora laticollis y Phratora vitellinae.

## Sistemática y evolución

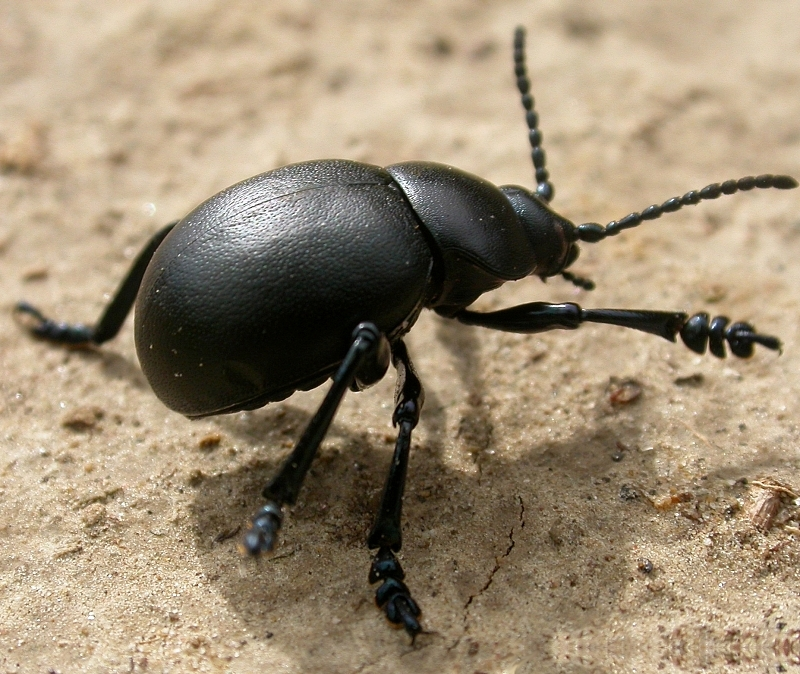
Un miembro del género Timarcha

Los fósiles más antiguos confirmados como pertenecientes a Chrysomelidae datan del Cretácico, hace unos 100 millones de años. Los restos son sorprendentemente escasos, ya que sólo hay dos ejemplares atrapados en ámbar y un ejemplo de huellas típicas de alimentación en hojas fosilizadas de una planta relacionada con el jengibre. Sobre esta base, se supone que la mayoría de las subfamilias actuales evolucionaron en el Cretácico Superior, al mismo tiempo que la radiación generalizada de los chrisomeloideos. Son parientes cercanos de los escarabajos longicornios (familia Cerambycidae).
Son una familia muy grande de escarabajos, la mayoría de cuyos miembros se distinguen sólo por caracteres microscópicos, por lo que su clasificación, tradicionalmente basada en caracteres morfológicos, está cambiando rápidamente con los nuevos descubrimientos. Así, varias subfamilias generalmente aceptadas han sido recientemente reclasificadas, bien elevadas al nivel de una familia distinta (por ejemplo, Orsodacnidae y Megalopodidae), bien incorporadas a subfamilias existentes (por ejemplo, Alticinae, Chlamisinae y Clytrinae). Es probable que la división taxonómica de la familia, tal y como se acepta actualmente, se modifique aún más con nuevos datos (especialmente los moleculares).

## Galería

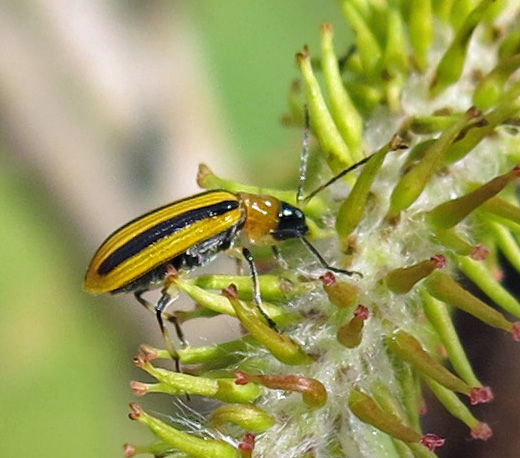
Acalymma vittatum
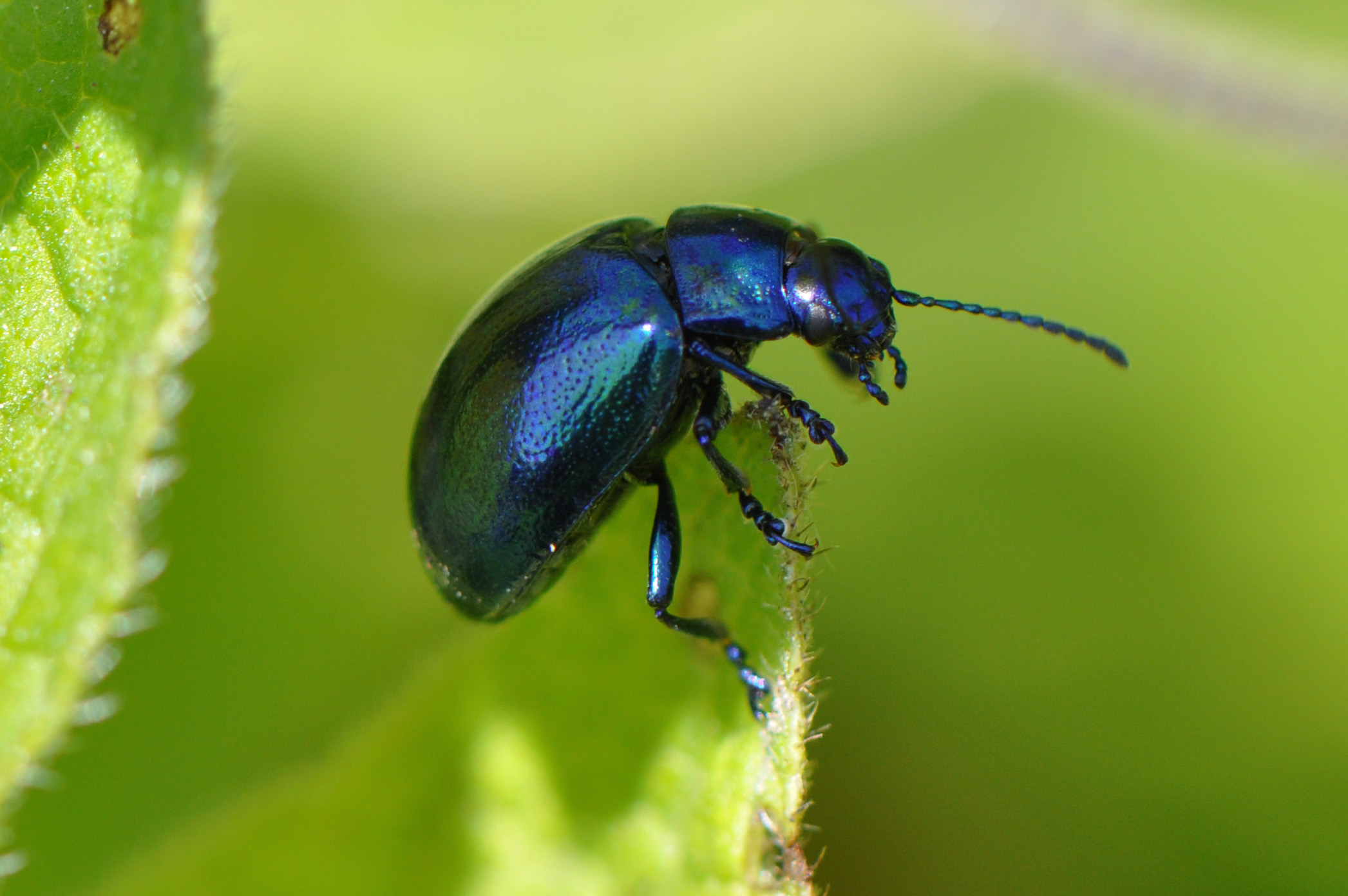
Agelastica alni
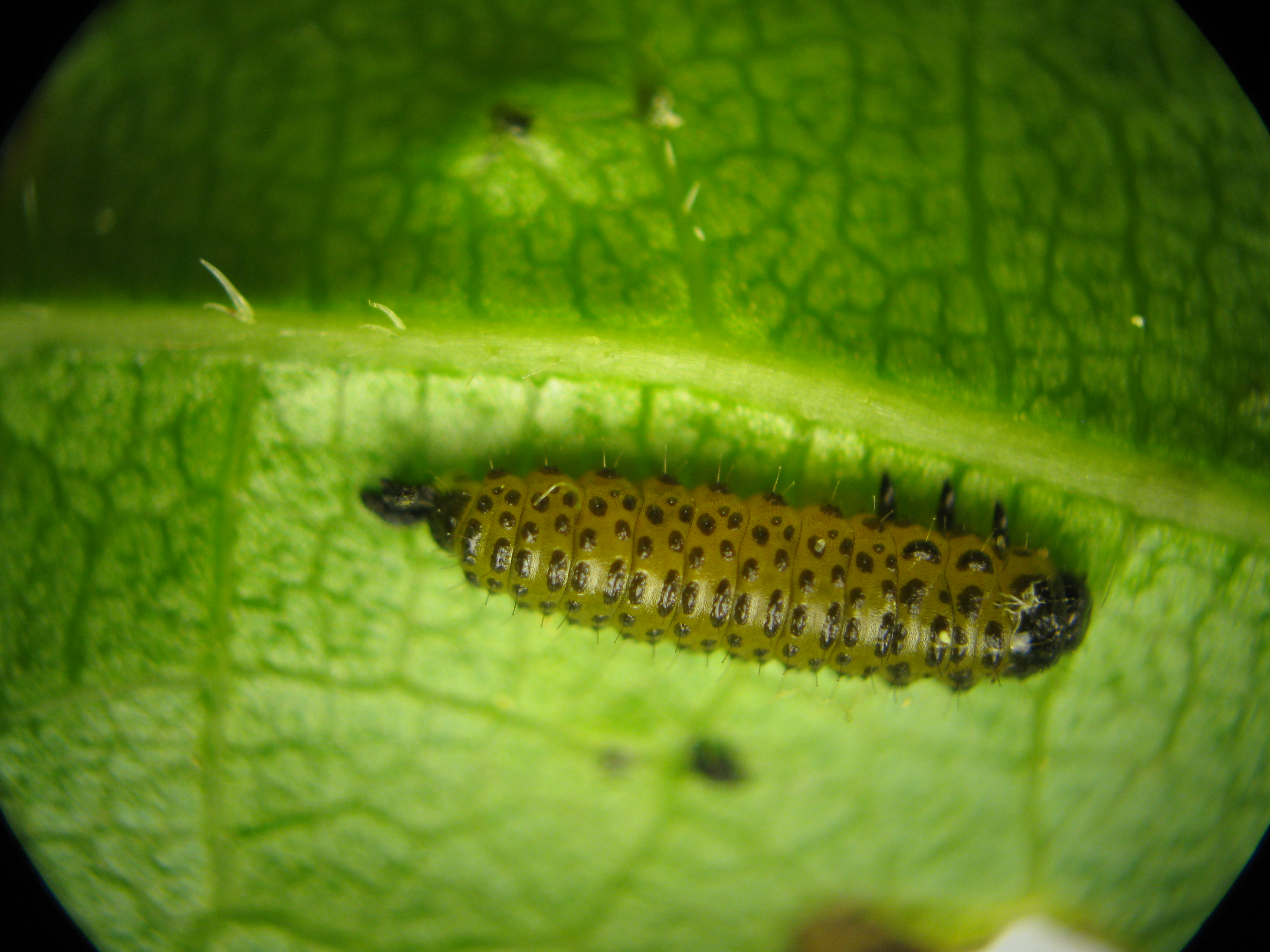
Altica, larva
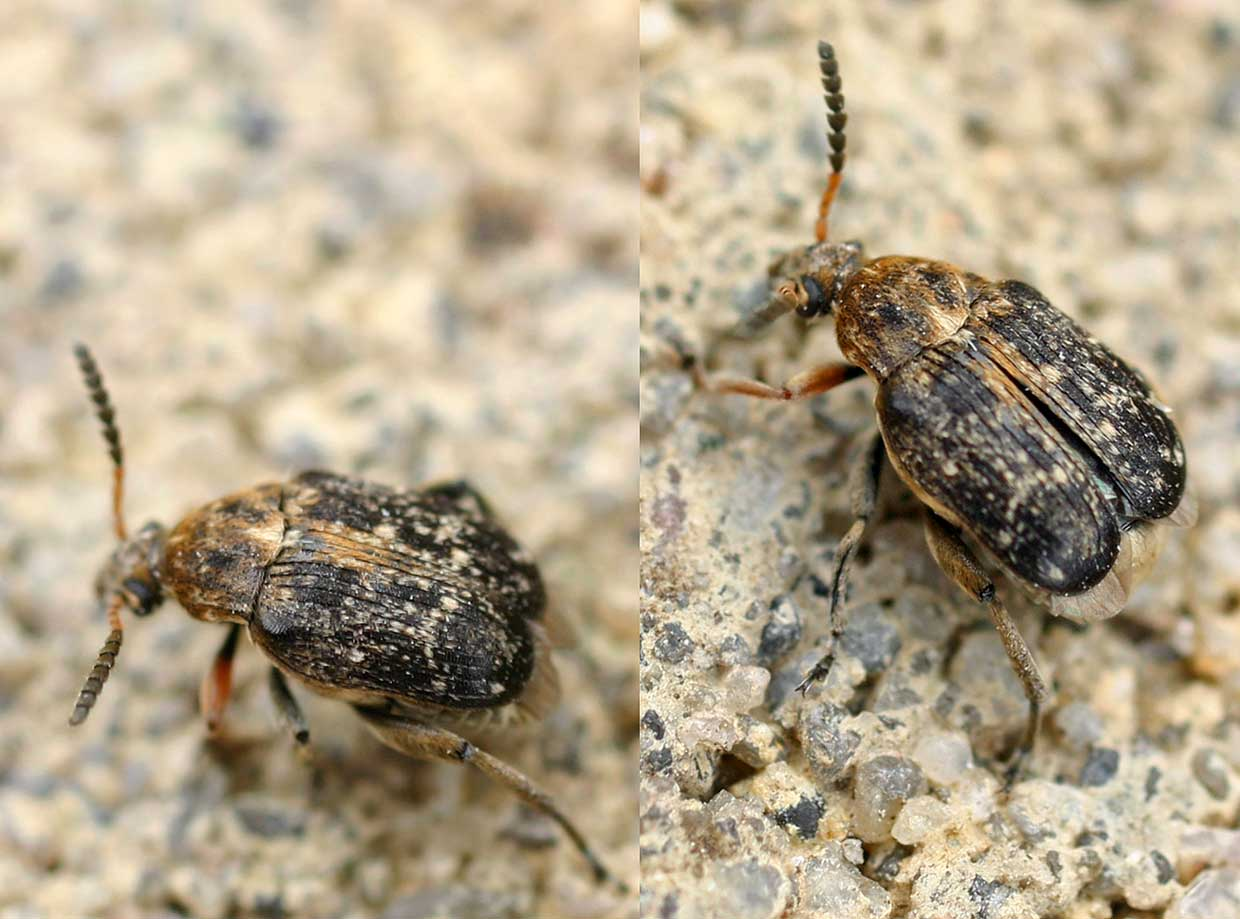
Bruchus pisorum (Bruchinae)
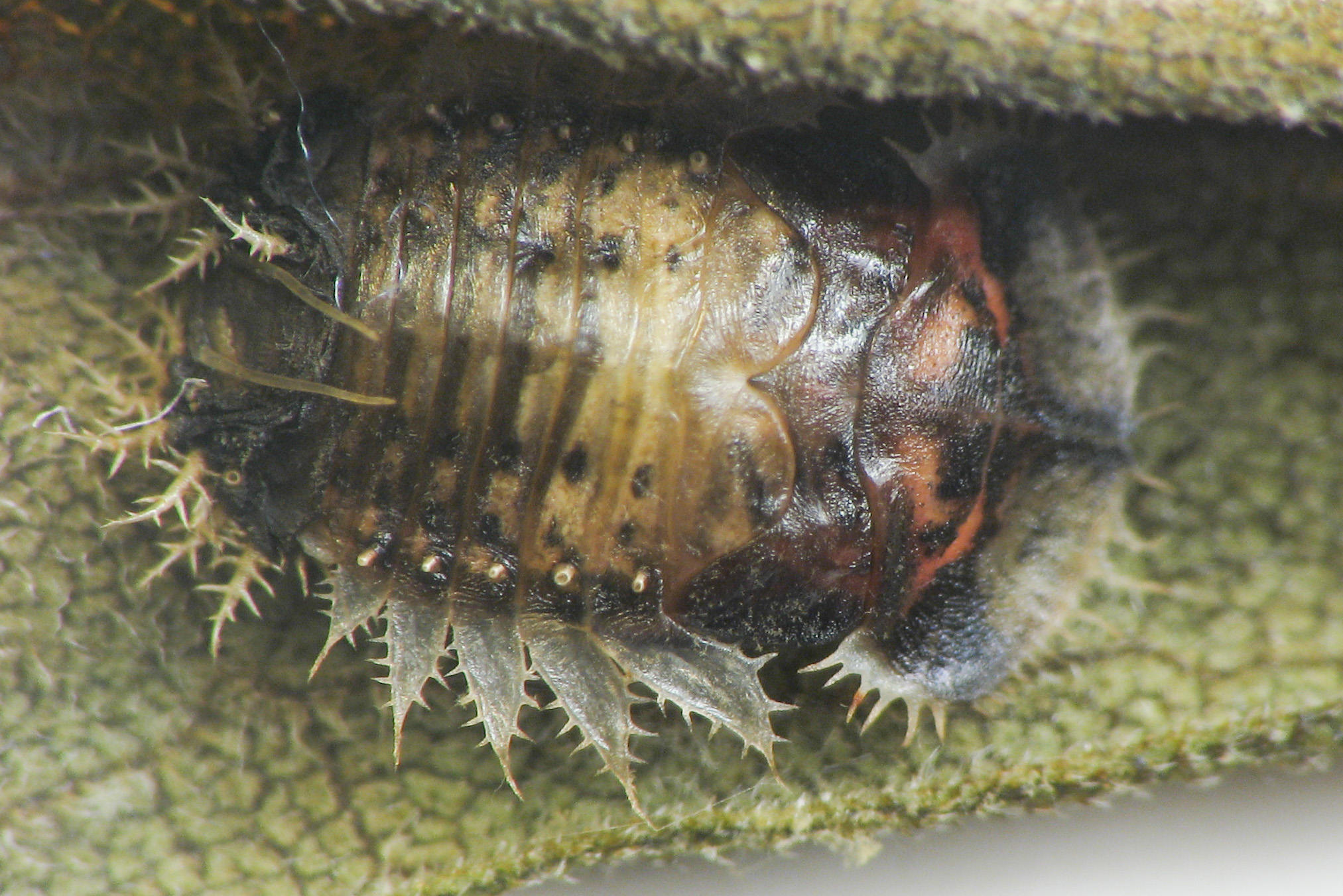
Charidotella sexpunctata, pupa
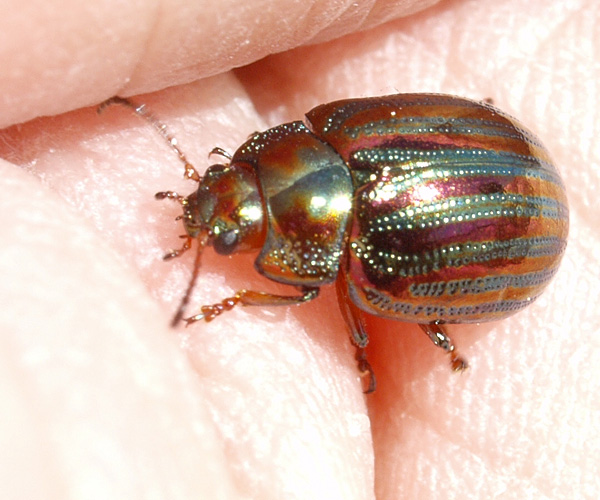
Chrysolina americana
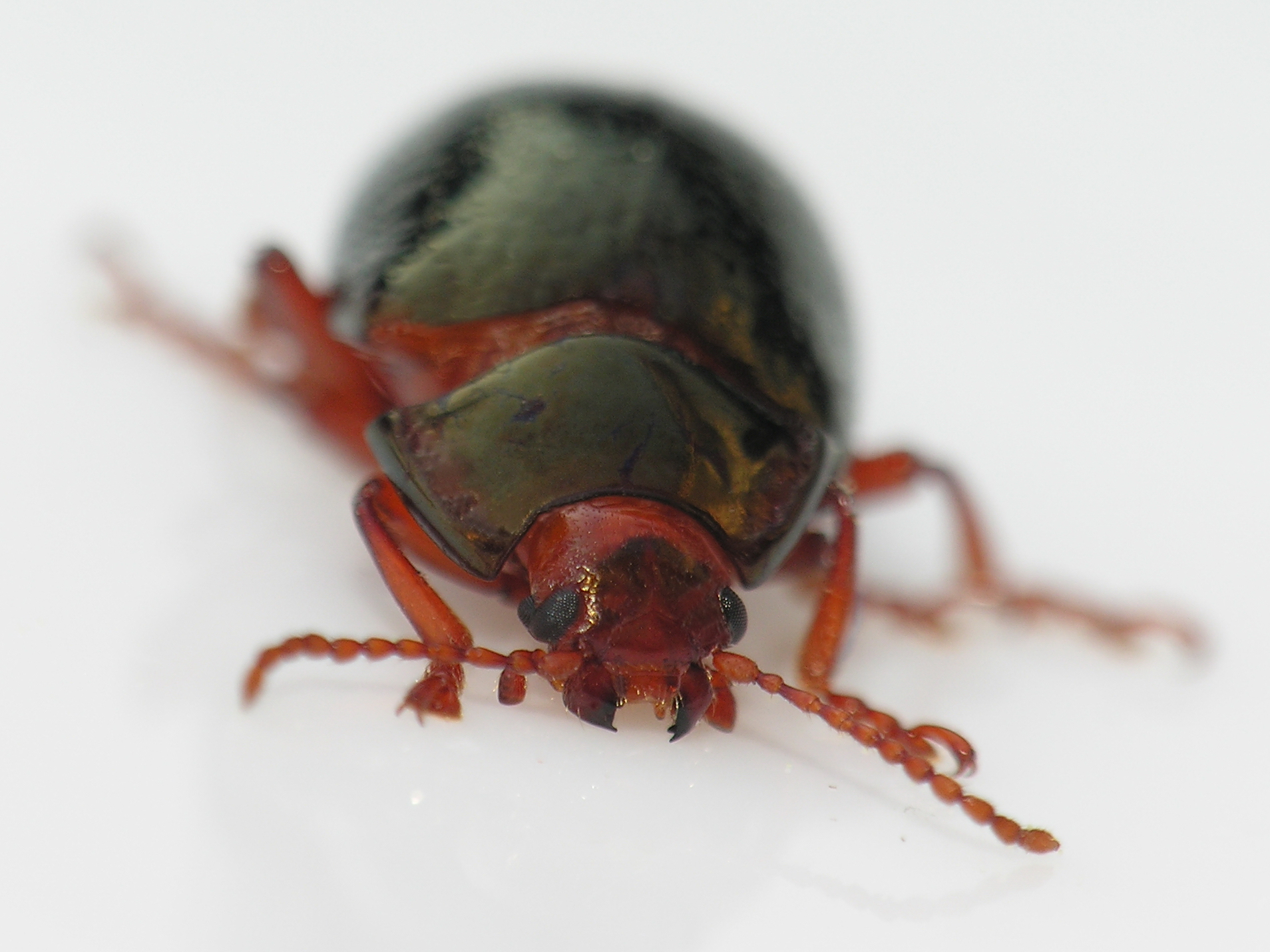
Chrysolina bankii
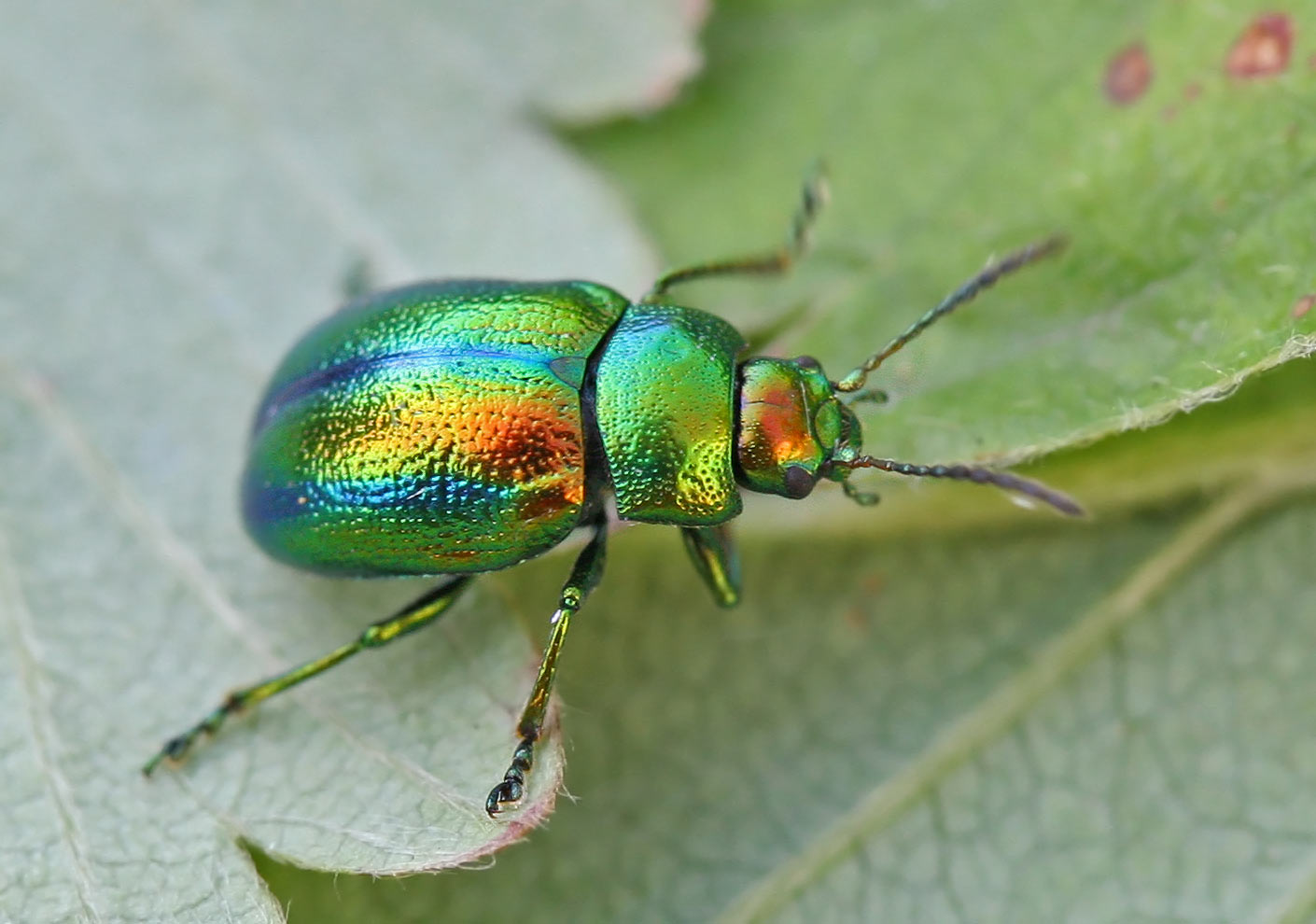
Chrysolina fastuosa
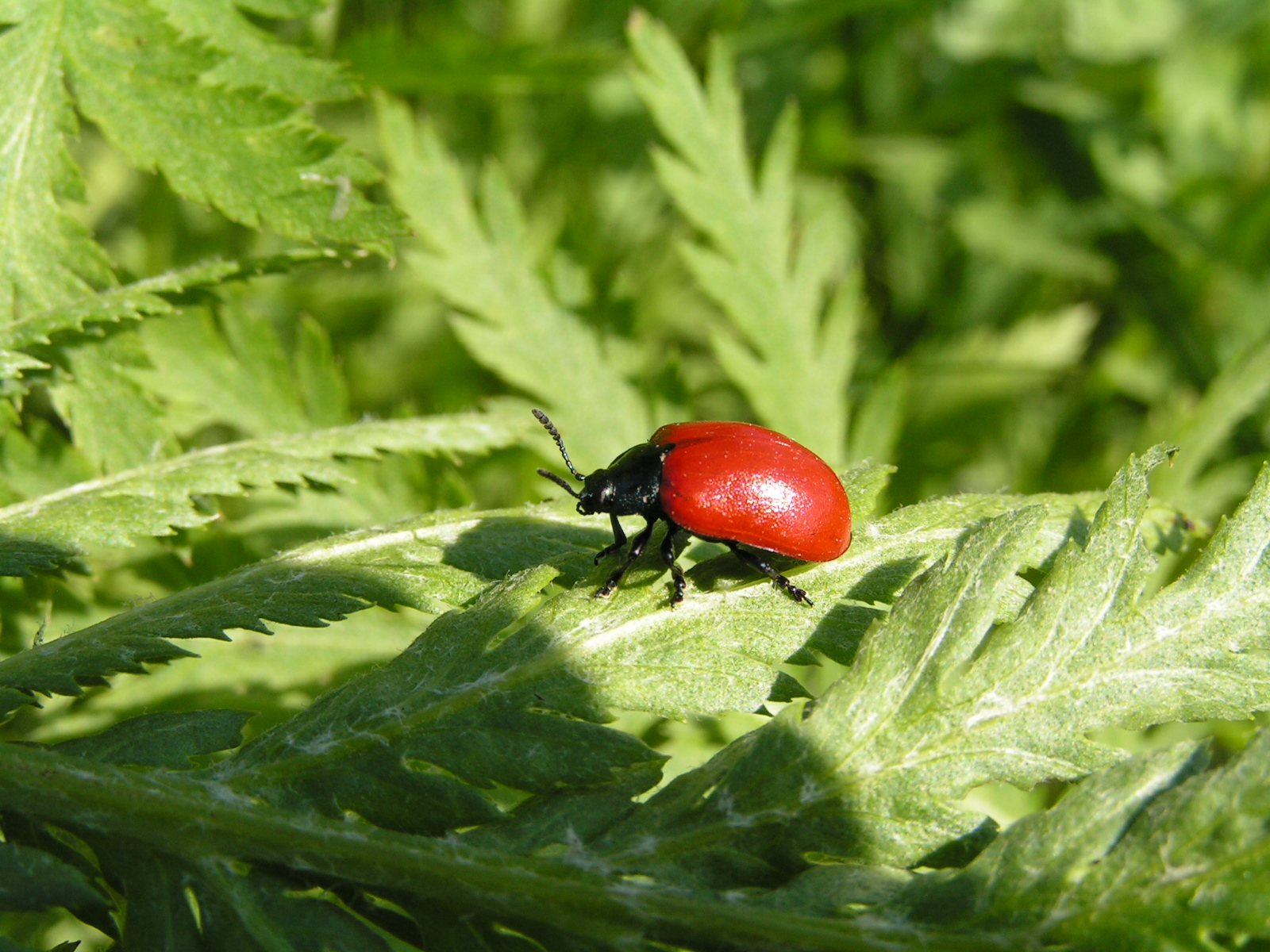
Chrysomela populi
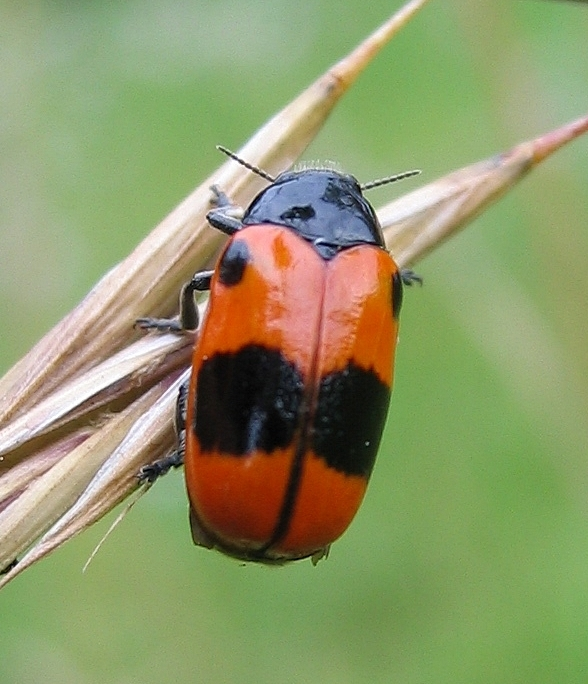
Clytra laeviuscula
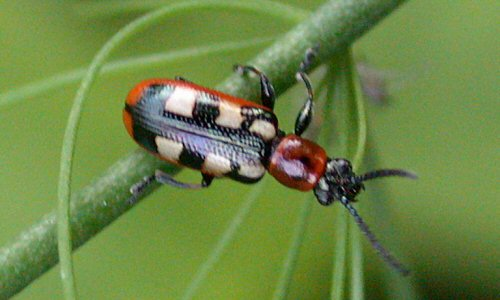
Crioceris asparagi
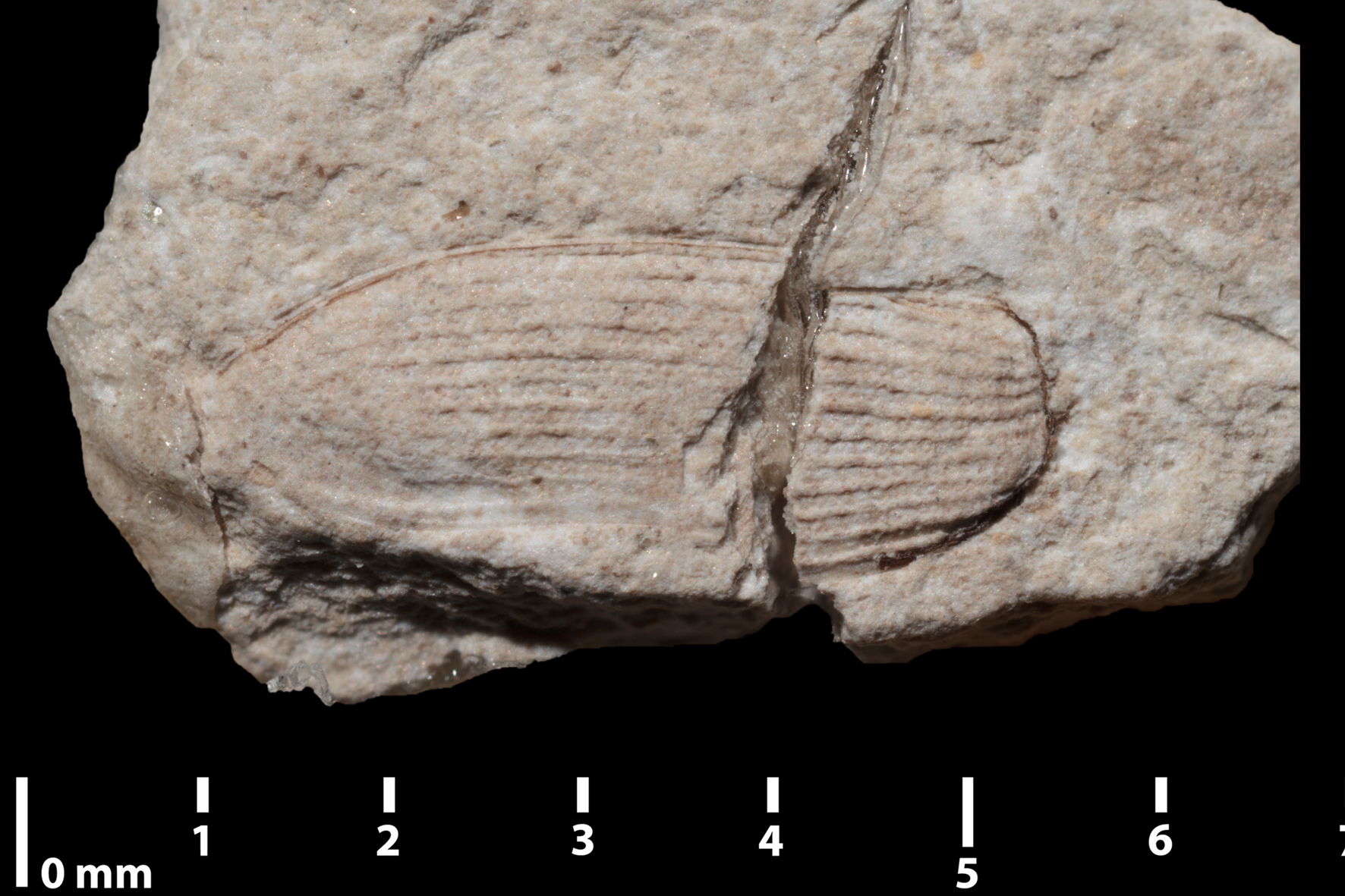
Donacia splendida, fósil
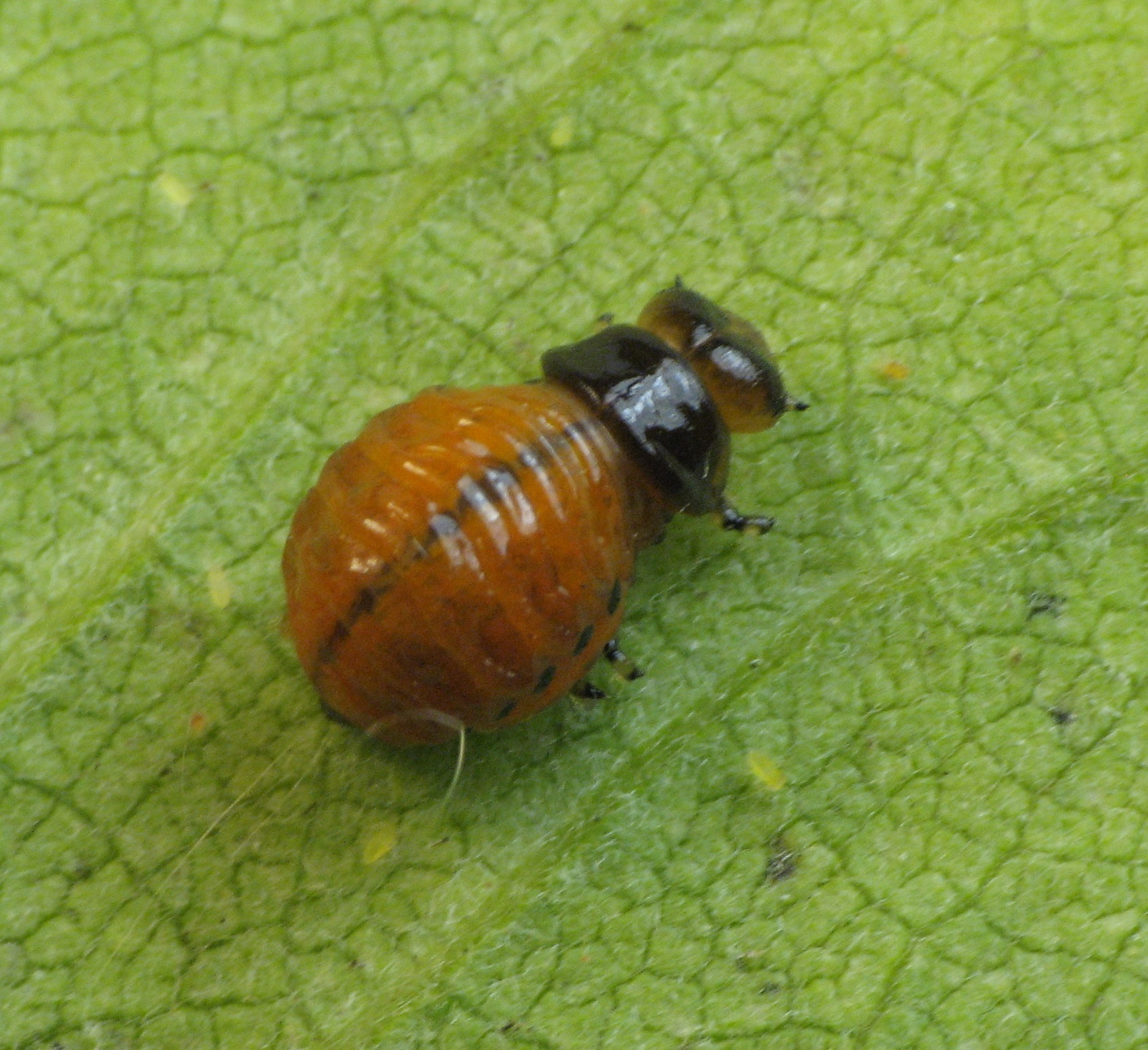
Labidomera clivicollis, larva
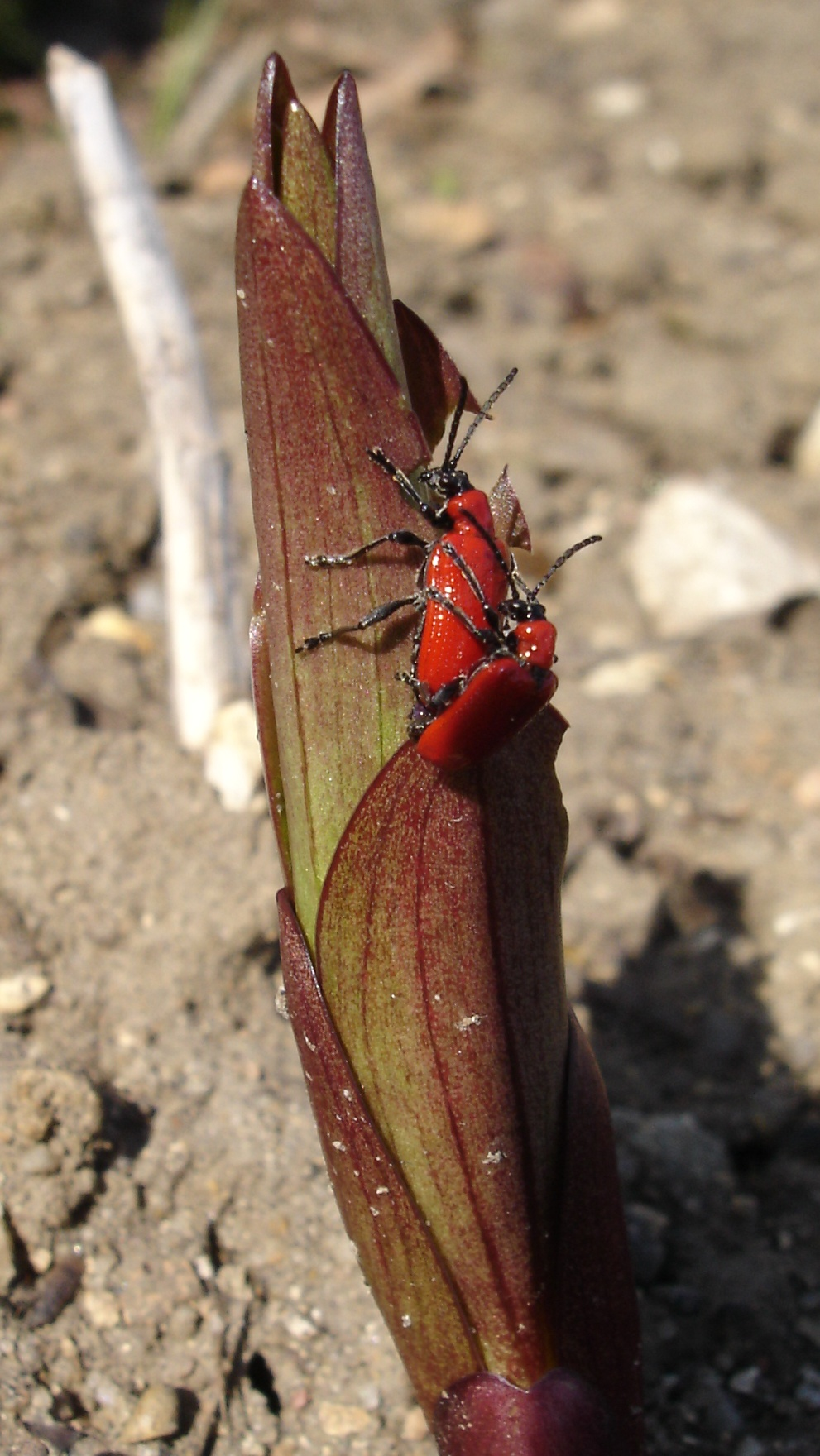
Lilioceris lilii
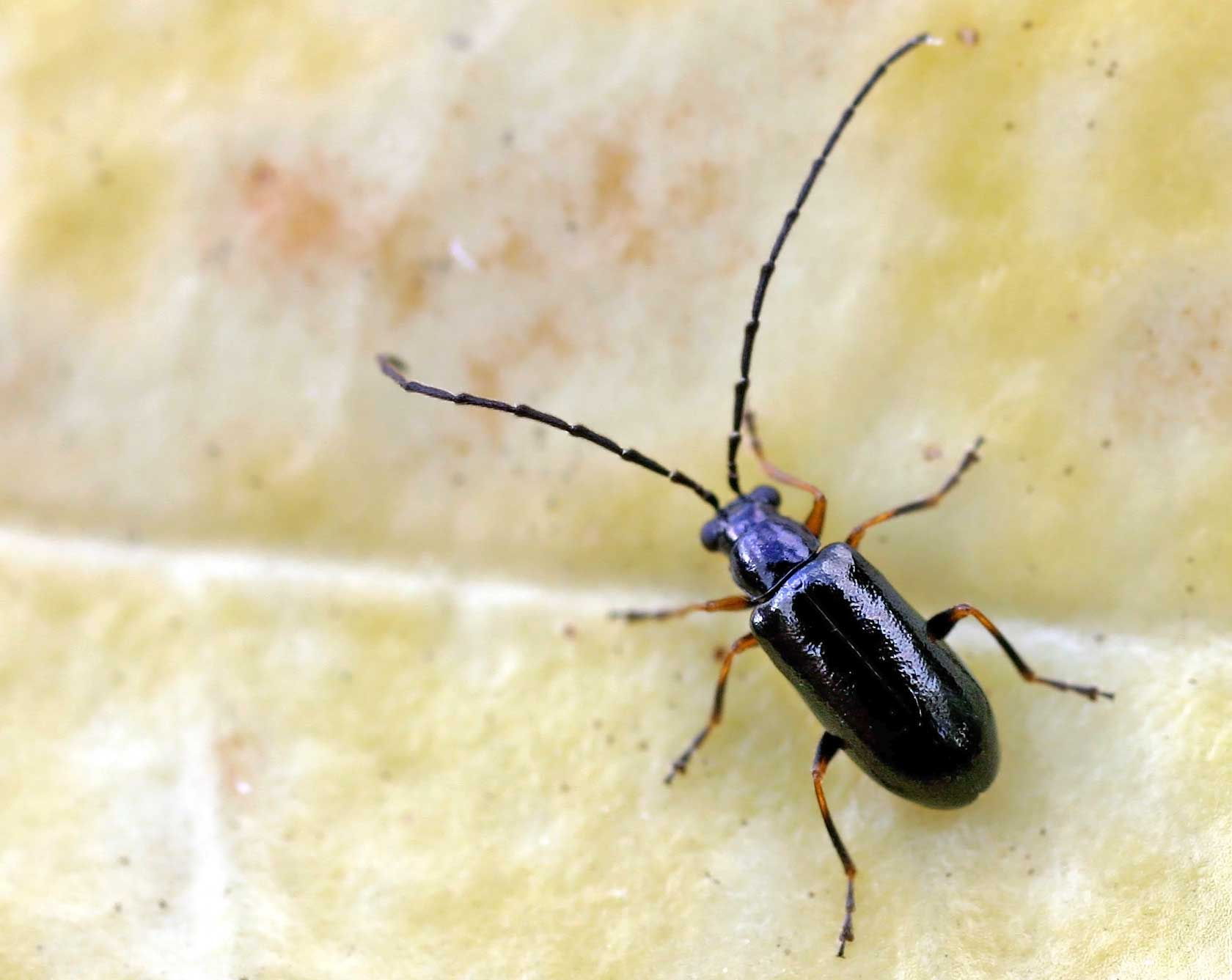
Luperus longicornis
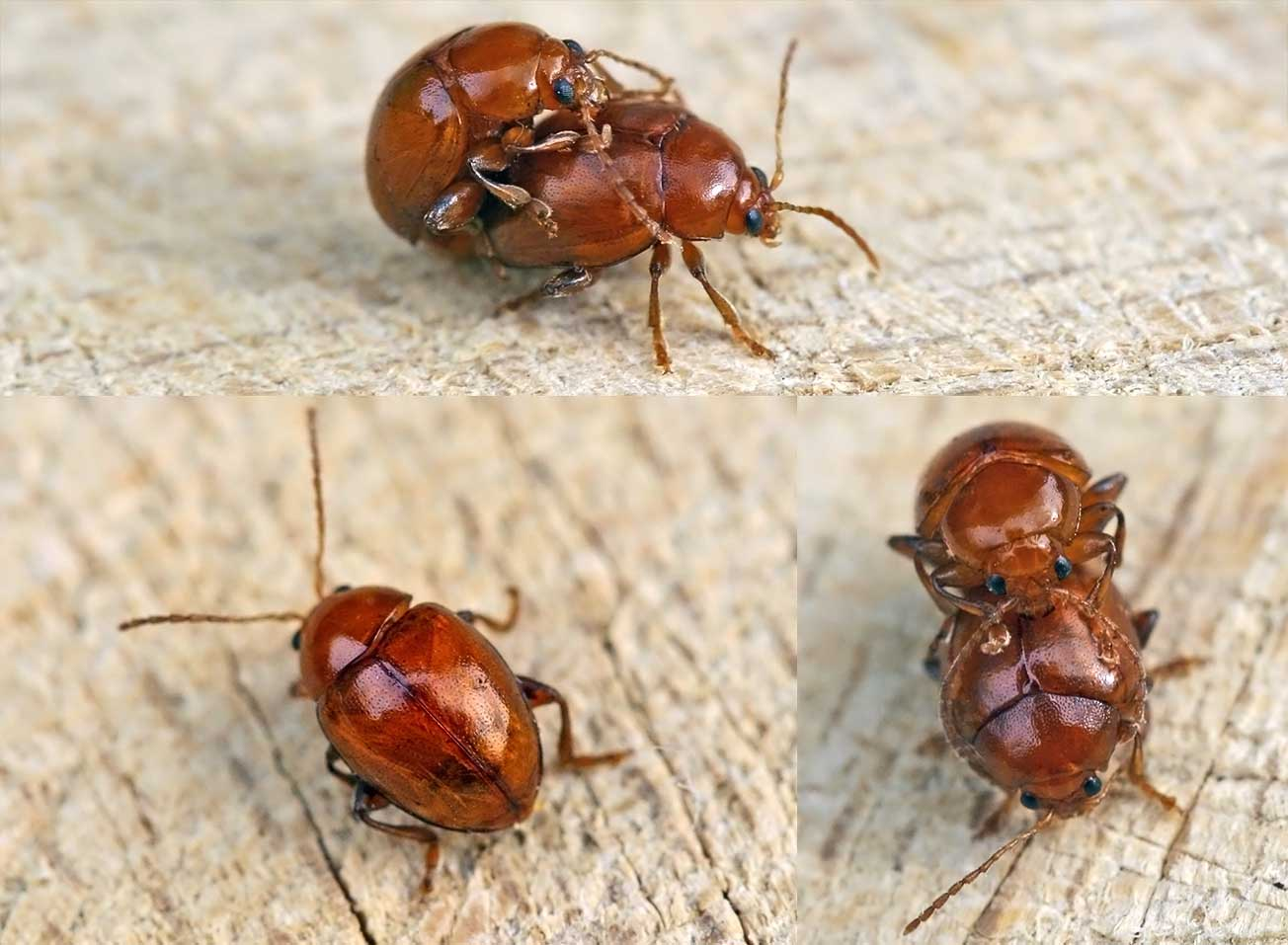
Sphaeroderma rubidum
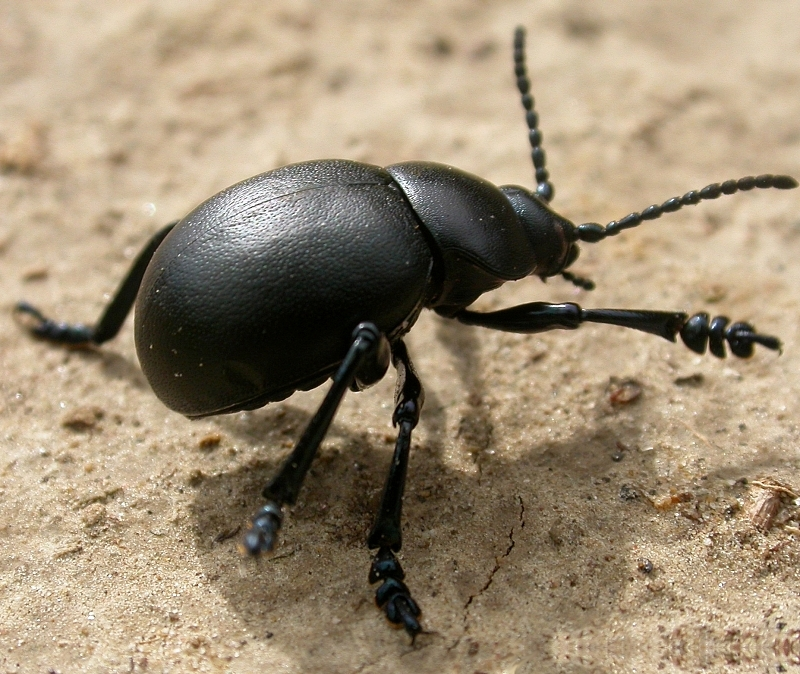
Timarcha sp.
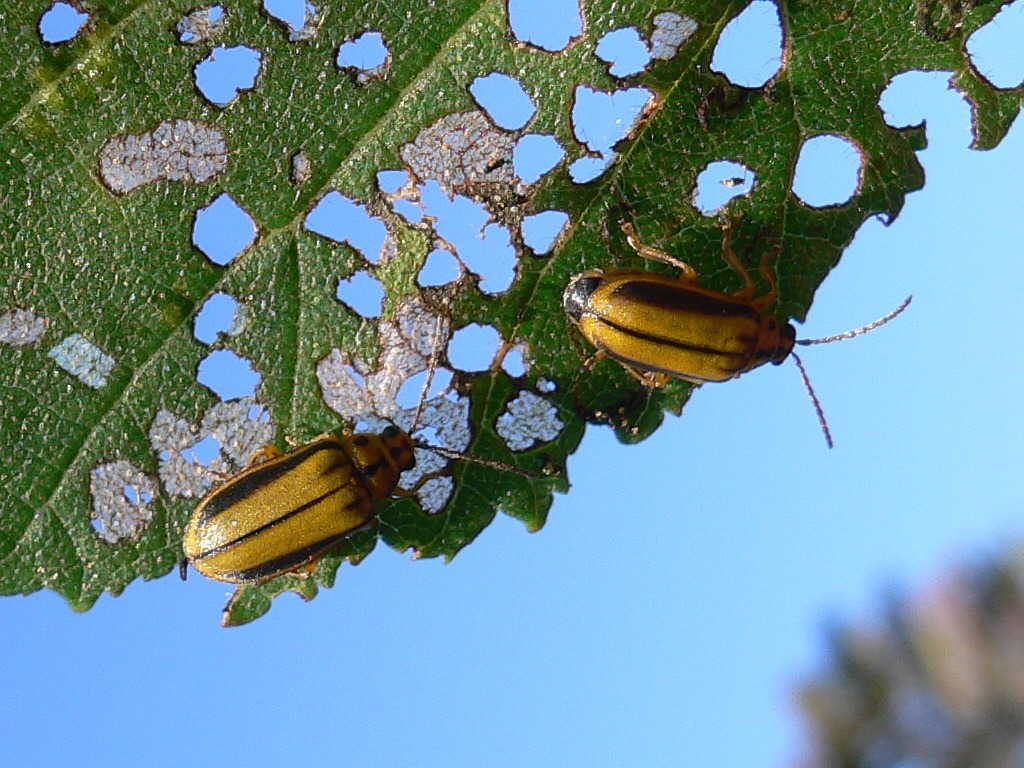
Xanthogaleruca luteola